# Феодосій Єрусалимський
Феодосій (помер у 457 році) був одним із провідних християнських монахів Палестини, який виступав проти рішень Халкідонського собору (451 р.). Його було обрано єпископом Єрусалиму на противагу Ювеналію в 451 чи 452 роках, але вже в 453 році його було заслано за наказом імператора Маркіана.
Відомості про його життя здебільшого походять із творів Івана Руфа. Серед них – Біографія Петра Іверського та розповідь про вигнання і смерть Феодосія (Narratio de obitu Theodosii Hierosolymitani). Останній є коротким текстом, відомим лише з сирійської версії, що збереглася в двох рукописах. Руф зображає Феодосія як святого та мученика. Додатковий антихалкідонський опис подій міститься у творах Ритора Псевдо-Захарії. Халкідонське трактування цих подій подано в Житії Євфимія Великого авторства Кирила Скіфопольського.
Коли Ювеналій повернувся до Єрусалиму з Халкідону в 451 році, багато ченців і духовенства намагалися переконати його відмовитися від прийняття канонів собору. Коли він відмовився, вони обрали єпископом Феодосія в опозицію, а Ювеналій утік. Під час насильства, яке почалося, загинуло багато прихильників Халкідонського собору, включаючи єпископа Северіана Скіфопольського .  Феодосій висвятив багатьох антихалкидонських єпископів, у тому числі Петра Іверського в єпархії Майума.  Коли Ювеналій повернувся з імперськими військами в серпні 453 року, у місті на короткий час було два активних єпископи.  Проте Феодосій прийняв вигнання і не воював.  Висвячені ним єпископи, крім Петра, були скинуті. 
Феодосій спочатку відправився в Єгипет або, можливо, на Синай .  Потім він відправився в Антіохію, можливо, щоб отримати підтримку Симеона Столпника, але був заарештований біля воріт міста. За наказом Маркіана його привезли до Константинополя . Коли він відмовився від благань Маркіана прийняти Халкидон, його ув'язнили в монастирі Святого Діоса . Коли настоятель того дому не зміг привернути його до себе, переніс на зиму у тісну неопалювану келію. Феодосій тяжко захворів. Коли Лев I став наступником Маркіана, він передав Феодосія під опіку антихалкідонським монахам Сикая . Повалений єпископ помер лише через кілька днів.  Його тіло було доставлено на Кіпр, щоб не дати халкедонцям викрасти його, щоб стверджувати, що він змінив свою думку. Був похований в антихалкідонському монастирі.  Оповідь записує, що супутник Феодосія, аббан Роман, був відкликаний до Палестини після його смерті. 
У Коптській Православній Церкві Феодосія згадували як борця за ортодоксию проти халкидонізму. Йому приписують два твори, але обидва є пізніми коптськими підробками. Перша, На честь Віктора, є життєписом священномученика Віктора Стратилата . Це погано написаний текст, який описує чесноти Віктора та чудеса, які він творив в Єрусалимі. Зберігся в кодексі з Білого монастиря . Другий, «Чудеса святого Георгія », є проповіддю про чудеса святого Георгія, які здебільшого стосуються будівництва його святині в Яффі . 